# Laplace (Luizjana)
Laplace – jednostka osadnicza w Stanach Zjednoczonych, w stanie Luizjana, w parafii St. John the Baptist.